# Jardin de sculptures contemporaines
Le premier jardin de sculptures contemporaines au Népal vient d'être créé dans le petit village de Chobhar, à 8 kilomètres de la capitale Katmandou.
Actuellement composé d'une quinzaine d'œuvres en métal, bronze, pierres et autres matériaux, la collection vise la future exposition en permanence d'une quarantaine de sculptures modernes, voire futuristes. Toutes les œuvres sont la création d'artistes népalais « d'avant garde ».  Parmi celles-ci on compte des sculptures en fer ou acier exécutées par Puran Khadka, qui occupe également le poste de conservateur.